# Hertenkamp
Hertenkamp és una sèrie de televisió neelandesa del 1998 realitzada per Mugmetdegoudentand en coproducció amb VPRO.

## Història
La sèrie va començar com una sèrie de sis capítols sobre una família (Wiebe i Eva Vorsselmans i els seus fills Toto i Lila), una parella (Patty Paltier i Grace Keeley) i un solter (Max Bakker). Els sis episodis foren emesos per VPRO el febrer i el març del 1998 i es va repetir a setembre i octubre de 1998.
La VPRO va emetre una segona sèrie de 30 episodis, que no es va presentar com a "seqüela", sinó com a "conseqüència", la primera emissió va ser el 25 d'octubre de 1999. La sèrie es va repetir a partir del 13 de febrer de 2001 La repetició dels nous 30 episodis de la sèrie va començar el 12 de juny del 2007, cap a la mitjanit del dimarts, dimecres, dijous i divendres. Els sis capítols es va emetre posteriorment, a partir del 30 de juliol de 2007. El 15 d'agost de 2007 es va publicar tota la sèrie en DVD.
En resposta a la sèrie de televisió, Het Groot Hertenkamp Boek va publicar més informació sobre els residents, així com consells, secrets, trencaclosques, receptes i horòscops.

## Episodis

### Primera temporada
1. Wiebe's prioriteitenlijstje (Llista de prioritats de Wiebe)
2. De Natuur heeft geen eigen ik (La natura no té un jo propi)
3. De consumindercursus (Els curs de consum)
4. Moederdag (El dia de la mare)
5. Een kuil voor Oma (Un pou per l'àvia)
6. Chan-Chan-Li

### Temporada 2: Het Gevolg (La conseqüència)
1. En total 30 episodis

## Argument
Obtenim més coneixement sobre la vida dels residents d'Hertenkamp. La història de Grace i Patty gira entorn de la seva carrera al showbiz i el manteniment de la seva relació. Wiebe i Eva interpreten la història de l'acadèmia espiritual i el cinquè i últim ocupant, Max Bakker, té tot tipus de pors que ha de superar.

## Repartiment
- Joan Nederlof - Grace Keeley
- Maureen Teeuwen - Patty Paltier
- Marcel Musters - Max Bakker
- Finn Poncin - Wiebe Vorsselmans
- Hendrien Adams - Eva Vorsselmans
- Jop Joris - Toto Vorsselmans
- Kristy Hollaar - Lila Vorsselmans
- Joke Tjalsma - Wies Koolhaas
- Carla Mulder - Willemien Jongmans
- Nel Corstanje - Maria Opwaarts
- Onno Meijer - Klaus
- Ton Kas - Raymond -
- Georgina Verbaan

## Premis
- Premis Ondas 2000 (internacionals de televisió)[4]
- Gouden Beelden de l'Acadèmia de Televisió Neerlandesa al millor actor per Marcel Musters i a la millor actriu per Joan Nederlof (2000)[5]
- Vedella d'Or a la millor actriu per Joan Nederlof i premi especial del jurat per la sèrie (2000)